# Kolędzino (rejon mołodecki)
Kolędzino (biał. Каледзіно, ros. Коледино) – wieś na Białorusi, w obwodzie mińskim, w rejonie mołodeczańskim, w sielsowiecie Ciurle. Od północy sąsiaduje z Mołodecznem.
W pobliżu wsi, lecz już w granicach Mołodeczna, leży stacja kolejowa Kolędzino na linii Mołodeczno – Lida.

## Historia
W czasach zaborów folwark w powiecie wilejskim, w guberni wileńskiej Imperium Rosyjskiego.
W latach 1921–1945 folwark leżał w Polsce, w województwie wileńskim, w powiecie wilejskim, od 1927 roku w powiecie mołodeczańskim,  w gminie Lebiedziewo.
Według Powszechnego Spisu Ludności z 1921 roku zamieszkiwały tu 52 osoby, 20 były wyznania rzymskokatolickiego a 32 prawosławnego. Jednocześnie 1 mieszkaniec zadeklarował polską a 51 białoruską przynależność narodową. Było tu 9 budynków mieszkalnych. W 1931 w 1 domu zamieszkiwało 16 osób.
Wierni należeli do parafii rzymskokatolickiej w Lebiedziewie i prawosławnej w Mołodecznie. Miejscowość podlegała pod Sąd Grodzki w Mołodecznie i Okręgowy w Wilnie; właściwy urząd pocztowy mieścił się w Mołodecznie.
W wyniku napaści ZSRR na Polskę we wrześniu 1939 miejscowość znalazła się pod okupacją sowiecką. 2 listopada została włączona do Białoruskiej SRR. Od czerwca 1941 roku pod okupacją niemiecką. W 1944 miejscowość została ponownie zajęta przez wojska sowieckie i włączona do Białoruskiej SRR.
Od 1991 w składzie niepodległej Białorusi.